# Comté de Jones (Caroline du Nord)
Pour les articles homonymes, voir Comté de Jones.
Le comté de Jones est un comté des États-Unis, situé dans l'État de Caroline du Nord.

## Histoire
Le comté a été formé en 1779 en étant détaché du comté de Craven. Il a été nommé d'après Willie Jones, un leader révolutionnaire et président du North Caroline Council of Safety. Il a été plus tard, un adversaire de la ratification de la constitution des États-Unis. Il était également le propriétaire d'une plantation et d'esclaves.

## Démographie
| 1790  | 1800  | 1810  | 1820  | 1830  | 1840  |
| ----- | ----- | ----- | ----- | ----- | ----- |
| 4 796 | 4 339 | 4 968 | 5 216 | 5 608 | 4 945 |

| 1850  | 1860  | 1870  | 1880  | 1890  | 1900  |
| ----- | ----- | ----- | ----- | ----- | ----- |
| 5 038 | 5 730 | 5 002 | 7 491 | 7 403 | 8 226 |

| 1910  | 1920  | 1930   | 1940   | 1950   | 1960   |
| ----- | ----- | ------ | ------ | ------ | ------ |
| 8 721 | 9 912 | 10 428 | 10 926 | 11 004 | 11 005 |

| 1970  | 1980  | 1990  | 2000   | 2010   | - |
| ----- | ----- | ----- | ------ | ------ | - |
| 9 779 | 9 705 | 9 414 | 10 381 | 10 153 | - |

## Source
- (en) Cet article est partiellement ou en totalité issu de l’article de Wikipédia en anglais intitulé « Jones County, North Carolina » (voir la liste des auteurs).